# Krzysztof Jurgiel
Krzysztof Jurgielⓘ (ur. 18 listopada 1953 w Ogrodnikach) – polski polityk i samorządowiec.

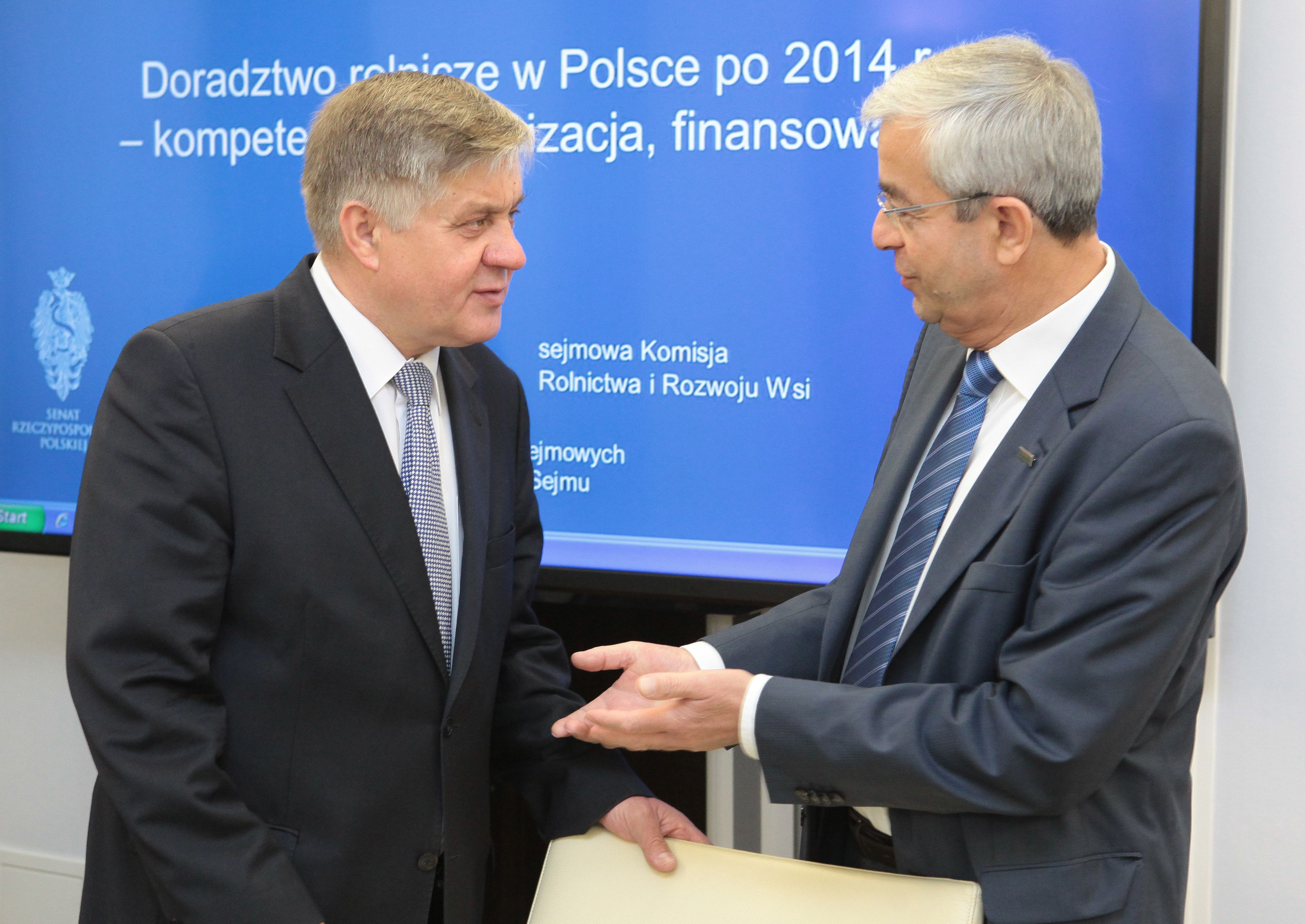
Krzysztof Jurgiel (z lewej) i Jerzy Chróścikowski (2014)

Prezydent Białegostoku (1995–1998), poseł na Sejm III, IV, V, VI, VII i VIII kadencji (1997–2003, 2005–2019), senator V kadencji (2003–2005), minister rolnictwa i rozwoju wsi w rządach Kazimierza Marcinkiewicza, Beaty Szydło i Mateusza Morawieckiego (2005–2006, 2015–2018), poseł do Parlamentu Europejskiego IX kadencji (2019–2024).

## Życiorys
Syn Antoniego i Genowefy. W 1978 ukończył studia na Wydziale Geodezji i Kartografii Politechniki Warszawskiej, gdzie uzyskał tytuł zawodowy magistra inżyniera geodety. Po ukończeniu studiów pracował jako geodeta: w latach 1978–1981 jako kierownik robót w Okręgowym Przedsiębiorstwie Geodezyjno-Kartograficznym w Białymstoku, w latach 1981–1984 jako specjalista ds. geodezji w Białostockim Kombinacie Budowlanym, w latach 1984–1988 jako inspektor w Urzędzie Wojewódzkim w Białymstoku. Od 1988 do 1994 działał jako niezależny przedsiębiorca – był właścicielem Przedsiębiorstwa Usług Geodezyjnych i Kartograficznych „Meridian”.
Od 1980 należy do NSZZ „Solidarność”, był delegatem na walne zgromadzenie delegatów związku. Działa w Stowarzyszeniu Rodzin Katolickich. W latach 1990–1999 był członkiem Porozumienia Centrum, a następnie Porozumienia Polskich Chrześcijańskich Demokratów. W 2001 dołączył do Prawa i Sprawiedliwości. Zasiadł we władzach krajowych PiS, m.in. w zarządzie głównym, został przewodniczącym komisji etyki. Objął funkcję przewodniczącego podlaskich struktur partii.
W 1994 został radnym rady miejskiej Białegostoku, a następnie wiceprezydentem miasta odpowiedzialnym za gospodarkę gruntami, politykę przestrzenną i rozwój gospodarczy. W latach 1995–1998 sprawował urząd prezydenta Białegostoku. Od 1998 do 2001 był radnym i przewodniczącym sejmiku podlaskiego I kadencji. W 1997 został wybrany do Sejmu III kadencji z listy Akcji Wyborczej Solidarność, a w 2001 do Sejmu IV kadencji z listy Prawa i Sprawiedliwości. W 2003 wygrał wybory uzupełniające do Senatu V kadencji. W wyborach parlamentarnych w 2005 uzyskał kolejny raz mandat poselski do Sejmu V kadencji z okręgu białostockiego. 31 października 2005 został ministrem rolnictwa. Funkcję tę pełnił do 5 maja 2006. W lutym 2006 „Fakt” zorganizował prowokację z jego udziałem, w której dziennikarz „Faktu” w rozmowie telefonicznej podał się za asystenta dyrektora Radia Maryja Tadeusza Rydzyka, prosząc ministra o użyczenie mu samochodu, na co minister miał przystać.
W wyborach parlamentarnych w 2007 po raz czwarty uzyskał mandat poselski, otrzymując 28 212 głosów. W 2009 był kandydatem PiS w wyborach do Parlamentu Europejskiego w okręgu wyborczym Olsztyn, nie uzyskał mandatu deputowanego. W 2011 kandydował w wyborach do Sejmu RP z pierwszego miejsca na liście PiS w okręgu nr 24 i ponownie uzyskał mandat poselski. Oddano na niego 35 763 głosy (8,34% głosów oddanych w okręgu). W 2015 został ponownie wybrany do Sejmu, otrzymując 44 620 głosów.
16 listopada 2015 powołany na ministra rolnictwa i rozwoju wsi w rządzie Beaty Szydło. 11 grudnia 2017 objął to stanowisko w nowo utworzonym rządzie Mateusza Morawieckiego. 18 czerwca 2018 Krzysztof Jurgiel podał się do dymisji z zajmowanej funkcji, jego rezygnacja została przyjęta. Następnego dnia został odwołany przez prezydenta, a jego następcą w resorcie został wówczas Jan Krzysztof Ardanowski.
W wyborach do Parlamentu Europejskiego w 2019 z 2. pozycji na liście PiS uzyskał mandat posła do Parlamentu Europejskiego, otrzymując 104 592 głosy w okręgu obejmującym województwo warmińsko-mazurskie oraz województwo podlaskie. W 2024 nie wystartował w kolejnych wyborach europejskich. W maju tego samego roku został zawieszony w prawach członka PiS, co według mediów było reperkusją utraty przez PiS władzy w podlaskim sejmiku. W tym samym miesiącu zrezygnował z członkostwa w partii.

## Odznaczenia
- Krzyż Komandorski Orderu Odrodzenia Polski (2025)[12]